# Haunted Castle
Haunted Castle är ett arkadspel från 1987 skapat av Konami. Det är det andra arkadspelet i Castlevania-serien efter Vs. Castlevania, en arkadversion av Castlevania till NES. Till skillnad från det första arkadspelet i serien är Haunted Castle inte baserat på ett existerande konsolspel.
Huvudpersonen i spelet är Simon Belmont som ger sig av för att rädda sin fru som blivit kidnappad av Dracula.